# ハネムーン・イン・ハワイ (アルバム)
『ハネムーン・イン・ハワイ』（HONEY MOON IN HAWAII）は、1974年10月25日に発売されたアン・ルイスの2枚目のスタジオ・アルバム。発売元はビクターレコード。規格品番は、LP: SJX-189。

## 概要
シングル「グッド・バイ・マイ・ラブ」「ハネムーン・イン・ハワイ」のA・B面曲を収録したアルバム。「フォー・シーズン」は本アルバム発売から1カ月後にシングルカットされた。
LPではA面がアン・ルイスのオリジナル楽曲、B面はオールディーズを中心としたカバー曲集になっている。
2018年3月7日には、発売からおよそ44年の年月を経て初のCD化が紙ジャケット仕様で実現された。品番はVICL-64959。

## 収録曲

### LP
| 全作詞: なかにし礼、全作曲: 平尾昌晃、全編曲: 竜崎孝路。 |                              |            |            |      |
| #                                                        | タイトル                     | 作詞       | 作曲・編曲 | 時間 |
| 1.                                                       | 「ハネムーン・イン・ハワイ」 | なかにし礼 | 平尾昌晃   | 3:33 |
| 2.                                                       | 「暗くなるまで待って」       | なかにし礼 | 平尾昌晃   | 3:10 |
| 3.                                                       | 「フォー・シーズン」         | なかにし礼 | 平尾昌晃   | 3:19 |
| 4.                                                       | 「ジス・イズ・マイ・ラブ」   | なかにし礼 | 平尾昌晃   | 3:44 |
| 5.                                                       | 「ためらい」                 | なかにし礼 | 平尾昌晃   | 3:27 |
| 6.                                                       | 「グッド・バイ・マイ・ラブ」 | なかにし礼 | 平尾昌晃   | 3:29 |
| 合計時間:                                                | 合計時間:                    | 20:42      |            |      |

| 全編曲: 竜崎孝路。 |                                |                  |                  |       |
| #                  | タイトル                       | 作詞             | 作曲             | 時間  |
| 1.                 | 「メリー・ジェーン」           | つのだ☆ひろ      | つのだ☆ひろ      | 4:01  |
| 2.                 | 「ロッキン・ロール・ベイビー」 | T. Bell          | L. Creed         | 4:10  |
| 3.                 | 「わかれ」                     | P. Sawyer        | M. Masser        | 3:19  |
| 4.                 | 「ロコモーション」             | Gerry Goffin     | Carole King      | 2:45  |
| 5.                 | 「ジャンバラヤ」               | Hank Williams    | Hank Williams    | 3:51  |
| 6.                 | 「コットン・フィールズ」       | Huddie Ledbetter | Huddie Ledbetter | 2:57  |
| 合計時間:          | 合計時間:                      | 合計時間:        | 合計時間:        | 21:03 |

### CD
| #         | タイトル                       | 作詞  | 作曲・編曲 | 時間 |
| --------- | ------------------------------ | ----- | ---------- | ---- |
| 1.        | 「ハネムーン・イン・ハワイ」   |       |            | 3:33 |
| 2.        | 「暗くなるまで待って」         |       |            | 3:10 |
| 3.        | 「フォー・シーズン」           |       |            | 3:19 |
| 4.        | 「ジス・イズ・マイ・ラブ」     |       |            | 3:44 |
| 5.        | 「ためらい」                   |       |            | 3:27 |
| 6.        | 「グッド・バイ・マイ・ラブ」   |       |            | 3:29 |
| 7.        | 「メリー・ジェーン」           |       |            | 4:01 |
| 8.        | 「ロッキン・ロール・ベイビー」 |       |            | 4:10 |
| 9.        | 「わかれ」                     |       |            | 3:19 |
| 10.       | 「ロコモーション」             |       |            | 2:45 |
| 11.       | 「ジャンバラヤ」               |       |            | 3:51 |
| 12.       | 「コットン・フィールズ」       |       |            | 2:57 |
| 合計時間: | 合計時間:                      | 41:50 |            |      |

### 曲解説
「ハネムーン・イン・ハワイ」
7枚目のシングルA面曲。
「暗くなるまで待って」
「グッド・バイ・マイ・ラブ」のB面曲。
「フォー・シーズン」
8枚目のシングルA面曲。
「ジス・イズ・マイ・ラブ」
「フォー・シーズン」のB面曲。
「ためらい」
「ハネムーン・イン・ハワイ」のB面曲。
「グッド・バイ・マイ・ラブ」
6枚目のシングルA面曲。
「メリー・ジェーン」
つのだ☆ひろのカバー。
「ロッキン・ロール・ベイビー」
アメリカのブラックミュージックグループ、ザ・スタイリスティックス「Rockin' Roll Baby」のカバー。
「わかれ」
アメリカのシンガー、ダイアナ・ロス「Last Time I Saw Him」のカバー。
「ロコモーション」
アメリカのミュージシャン、リトル・エヴァ「"The Loco-Motion"」のカバー。
「ジャンバラヤ」
アメリカのカントリーシンガー、ハンク・ウィリアムズ「Jambalaya」のカバー。
「コットン・フィールズ」
アメリカのブルースミュージシャン、レッドベリー「Cotton Fields」のカバー。

## 参考資料
- アン・ルイス、初期アルバム7作品が紙ジャケ仕様で復刻  –  音楽ナタリー
- アン・ルイス、1972～1977年にリリースした初期アルバム6作を配信開始  – OKMUSiC
- アン・ルイスの初期アルバム7タイトルがCD化！  – 大人のMusicCalendar